# Хейз, Уокер
Уокер Хейз (англ. Charles Edgar Walker Hayes) — американский певец, поп-кантри-музыкант, автор и исполнитель.

## Биография
Родился 27 декабря 1979 года в городе Мобил в Алабаме (США). Полное имя Charles Edgar Walker Hayes. Его отец Чарльз Хейз — риэлтор. Хейз окончил колледж Birmingham-Southern College в 2002 году со степенью бакалавра музыки по фортепиано.
Хейз и его жена переехали в Нэшвилл в 2005 году, надеясь заняться музыкальным бизнесом в жанре кантри. Он получил работу по написанию песен для издательской компании в Нэшвилле, а затем подписал контракт с Mercury Records Nashville, хотя его быстро уволили и перевели в Capitol Records. В 2010 году он выпустил свой первый сингл «Pants». Он дебютировал под номером 60 в чарте Hot Country Songs за неделю, закончившуюся 18 сентября 2010 года. Кайл Уорд из Roughstock оценил единственную три с половиной звезды из пяти. Хейз дебютировал в клипе на эту песню в декабре 2010 года. Хейз также появился в эпизоде телесериала «19 Kids and Counting», исполнив песню, которую он написал о Джилл и её нынешнего мужа Дерика. «Pants» и второй сингл «Why Wait for Summer» появились в альбоме Capitol Records под названием Reason to Rhyme.
Хейз был соавтором и спел гостевым вокалом на «Dirty Side» из альбома Colt Ford 2014 года Thanks for Listening. Он также стал соавтором сингла Родни Аткинса «Eat Sleep Love You Repeat», выпущенного в конце 2014 года. После потери контракта с Capitol Records, Хейз работал в торговой сети Costco, чтобы содержать себя.
В 2016 году Хейз подписал издательское и продюсерское соглашение с Шейном Макэнэлли и SMACK/RareSpark, в рамках которого он выпустил два мини-альбома: 8Tracks Vol. 1 и 8 Tracks Vol. 2. Затем последовал его первый сингл для Monument Records, «You Broke Up with Me». Он появляется в его первом альбоме с Monument, Boom. «Craig» вышел в качестве второго сингла альбома.
В августе 2018 года Хейз выпустил сингл под названием «90’s Country», тексты которого содержат многочисленные отсылки к названиям песен в стиле кантри десятилетия 1990-х годов.

## Личная жизнь
Он живёт в городе Франклин (штат Теннесси) со своей женой Лэйни Бевилл Хейс и шестью детьми. Их седьмой ребёнок, четвёртая дочь Окли Кловер, умерла через несколько часов после рождения 6 июня 2018 года.

## Дискография
Дискография Уокера Хейза включает, в том числе, следующие релизы:

### Студийные альбомы
| Reason to Rhyme       | - Дата выхода: 2011 - Лейбл: Capitol Records Nashville - Формат: CD, цифровые загрузки | —  | — |               |
| Boom                  | - Дата выхода: 8 декабря 2017 - Лейбл: Monument - Формат: CD, цифровые загрузки        | 37 | 6 | - США: 32,600 |
| «—» неучастие в чарте |                                                                                        |    |   |               |

- Country Stuff the Album (2022)
- New Money (2023)

### Синглы
| Год                   | Сингл                  | Высшая позиция | Высшая позиция     | Высшая позиция | Высшая позиция | Сертификации         | Продажи        | Альбом                        |
| Год                   | Сингл                  | US Country     | US Country Airplay | US             | CAN            | Сертификации         | Продажи        | Альбом                        |
| --------------------- | ---------------------- | -------------- | ------------------ | -------------- | -------------- | -------------------- | -------------- | ----------------------------- |
| 2010                  | «Pants»                | 40             | 40                 | —              | —              |                      |                | Reason to Rhyme               |
| 2011                  | «Why Wait for Summer»  | 42             | 42                 | —              | —              |                      |                | Reason to Rhyme               |
| 2014                  | «Pimpin' Joy»          | —              | —                  | —              | —              |                      |                | N/A                           |
| 2017                  | «You Broke Up with Me» | 9              | 10                 | 62             | 100            | - США: 2× Платиновый | - США: 397,000 | Boom                          |
| 2018                  | «Craig»                | —              | 59                 | —              | —              |                      |                | Boom                          |
| 2018                  | «90’s Country»         | —              | 52                 | —              | —              |                      | - США: 17,000  | н/д                           |
| 2019                  | «Don’t Let Her»        | —              | 56                 | —              | —              |                      |                | 8Tracks (Vol. 3): Black Sheep |
| 2020                  | «Trash My Heart»       | —              | —                  | —              | —              |                      |                | н/д                           |
| «—» неучастие в чарте |                        |                |                    |                |                |                      |                |                               |

### Другие песни в чартах
| Год  | Название     | Высшая позиция | Высшая позиция | Высшая позиция | Альбом        |
| Год  | Название     | US Country     | US             | CAN            | Альбом        |
| ---- | ------------ | -------------- | -------------- | -------------- | ------------- |
| 2021 | «Fancy Like» | 1              | 5              | 19             | Country Stuff |